# 凌霜隊
凌霜隊（りょうそうたい）は、慶応4年(1868年)に郡上藩の脱藩士によって組織された部隊。戊辰戦争において、旧幕府側に立って新政府軍と戦った。

## 結成
幕末の動乱期、郡上藩青山家中においても、勤王派、佐幕派に分かれて激論が繰り広げられていたが、藩論は勤王と決した。
しかし、徳川家譜代の家臣であった青山家では、情宜的に佐幕の雰囲気も強く、特に江戸藩邸においては佐幕派が多数を占め、脱藩して新政府側に抵抗しようとする考えの者もいた。
新政府軍が江戸に迫りつつあった慶応4年4月10日(1868年5月2日)、江戸家老朝比奈藤兵衛の息子、朝比奈茂吉(当時17歳)が隊長となり、江戸在番の脱藩士45名による部隊を組織して、これを凌霜隊と名付けた。「凌霜」とは霜を凌いで咲く葉菊のような不撓不屈の精神を表す言葉で、青山家の家紋である青山葉菊に由来する。
結成の経緯については、国家老鈴木兵左衛門・江戸家老朝比奈藤兵衛が、幕府側が勝利した際の事も考慮して主導した、藩の存続をかけた二股的な戦略であったという説もある。

## 江戸脱走から会津戦争
慶応4年4月11日、江戸城は無血開城となり、将軍徳川慶喜は謹慎の意を示すため水戸へ出発した。しかし、これに不満を抱いた旧幕府勢力は江戸を脱走し、徳川家の聖地である日光において新政府軍と戦うつもりで、下野国日光を目指した。凌霜隊もこれに合流するため江戸を出発した。
4月15日、境宿において草風隊、貫義隊など旧幕府側の諸隊と合流し、16日、大鳥圭介らが指揮する伝習隊を中心とする旧幕府軍の一隊として、小山宿で新政府軍との戦闘に参加した。スペンサー銃など新式の銃を装備していた凌霜隊は、人数で上回るものの装備で劣る新政府側の笠間藩、壬生藩の部隊を圧倒、旧幕府軍は新政府軍に勝利した（小山の戦い）。
小山宿において新政府軍を破った旧幕府軍は宇都宮に転進、4月19日、宇都宮城に籠る宇都宮藩兵を中心とする新政府軍と対戦した。翌日には旧幕府軍が宇都宮城を占領するも、23日には新政府軍に奪い返され、日光での決戦に向け宇都宮から退却した(宇都宮城の戦い)。
宇都宮から退却した旧幕府軍は今市に集結、日光での決戦を諦め、会津へ向かうこととなり、凌霜隊も会津を目指した。凌霜隊は日向内記指揮の会津藩兵と共に横川宿(日光市)まで行ったところ、25日に今市方面で戦闘中（今市の戦い）との情報に接し、転進して高原宿まで行くが戦闘には参加せず、高原に駐屯する。
閏4月7日、凌霜隊は会津藩の指揮下に入り、以後高原宿、藤原宿の守備に就き、会津藩からは隊士に手当金が支給された。5月11日、会津藩小山田伝四郎の指揮下 で、塩原宿の守備に当たることとなり、塩原に駐屯する。
8月22日、若松方面の戦況不利に伴い塩原から撤退することとなり、会津藩の命令により翌日にかけて塩原周辺の家屋を焼き払う。この際、約3ヶ月間世話になった塩原を焼く事は忍びないと、一部の寺社には放火せず、また、すぐに建て直しが出来るように、事前に主な建物を解体し建材を残したりした。
8月24日、横川宿に到着、会津藩兵はそのまま若松へ向かい、残った凌霜隊ら124名が横川で守備についた。翌25日、攻め寄せた新政府軍と戦闘となり、これを撃退するも、戦況悪化のため撤退することとなった。28日、大内宿に到着、翌早朝から新政府軍と戦闘になるが、会津側は敗北し、凌霜隊も大内峠に撤退した。30日未明、大内峠で戦闘となり、奮戦するものの敗北し撤退した。
9月1日から3日にかけて、関山宿で新政府軍と交戦するが、防ぎきれず撤退。退却時の混乱で離れ離れになったりしたが、次第に合流しつつ、若松城を攻囲する新政府軍の隙をついて、4日に若松城下に入り、秋月悌次郎宅を拠点とする。先行していた朝比奈隊長ら一部の隊員は既に入城していたため、6日、凌霜隊全員が若松城に入城し、日向内記の指揮下に入って白虎士中合同隊と共に西出丸の守備に就いた。その後、会津藩兵らと共に攻め寄せる新政府軍と激戦を繰り広げたが、明治元年(1868年)9月22日、会津藩が降伏するに至り、凌霜隊もこれに従って新政府軍に降伏し、城を出て猪苗代で謹慎した（会津戦争）。

## 戦後
明治元年10月12日、投降した凌霜隊員らは郡上藩預けと決し、郡上八幡へ護送されることとなった。
しかし、江戸から伊勢へ向かう途中、乗船した船が難破し、贄浦（にえうら）に上陸。11月17日、元凌霜隊員35名は郡上八幡城下に到着した。
藩では、元隊士を脱藩の罪人として扱い、赤谷の揚屋へ監禁した。赤谷揚屋は湿地に位置し、湿気が多く風通しも日当たりも悪く病気になる者も多かったため、場所の変更を何度も求めたが却下され続け、明治2年5月になって慈恩禅寺の住職らを中心とする城下寺僧の嘆願により城下の長敬寺に移され、元隊員らの苦難は軽減された。藩では当初、元隊員らを処刑するつもりであったが、9月、新政府の命令により自宅謹慎となり、翌明治3年2月19日(1870年3月20日)、謹慎も解かれ、赦免された。
しかし、罪人として処罰された元隊員達に対して周囲の態度は冷たく、元隊士らの多くは郡上八幡を離れた。

## 隊員一覧[2]
八幡城天守閣の裏手にある「凌霜の森」と名付けられた慰霊碑に、凌霜隊員四十五名の名前が刻まれている。

### 隊長
- 朝比奈茂吉（17歳）江戸家老の嫡男（維新後の肖像あり、滋賀県議会議員）

### 副長
- 坂田林左衛門（52歳）藩御用人、実質的な指揮官（出立前の肖像あり）
- 速見小三郎（47歳）参謀（維新後、政府役人）

### 客将
- 川野綱翁（？）旧幕臣
- 服部常五郎半蔵（？）会津藩士

### 医師
- 小野三秋（46歳）

### 部長
- 田中亀太郎（29歳）戦死
- 菅沼銑十郎（42歳）負傷、死去
- 白岩源助（37歳）行方不明
- 山片俊三（35歳）行方不明
- 中岡弾之丞（25歳）戦死

### 隊士
- 山脇金太郎（17歳）戦死
- 小出於菟次郎（44歳）負傷、死去
- 林定三郎（25歳）戦死
- 石井音三郎（20歳）負傷、死去
- 小三郎（姓不明、22歳）戦死
- 浅井晴次郎（22歳）
- 池尾幾三郎（26歳）
- 氏井儀左衛門（41歳）
- 売間直次（33歳）
- 岡本文造（39歳）
- 尾嶋左太夫（37歳）
- 金子勇次郎（41歳）
- 岸本伊兵衛（41歳）
- 桑原鑑次郎（23歳）
- 小泉勇次郎（21歳）
- 斎藤巳喜之助（24歳）
- 斎藤弥門（41歳）
- 鈴木三蔵（35歳）
- 武井安三（44歳）
- 土井重蔵（36歳）
- 中瀬鐘太郎（22歳）
- 中村国之助（25歳）
- 野田弥助（28歳）
- 牧野平造（30歳）
- 松尾才治（26歳）
- 安村敬三郎（23歳）
- 矢野原与七（39歳）『心苦雑記』記す（維新後の肖像あり）
- 山田熊之助（24歳）
- 山田惣太郎（22歳）
- 山脇鍬橘（20歳）
- 米沢小源治（34歳）

### 小者
- 久七
- 久次郎
- 源蔵
- 藤平
- 孫太郎

戦死·行方不明は10名、謹慎中に三分の一が病死、解禁後は郡上を去った者が多い。

## その他
- 隊員の一人、矢野原与七は手記『心苦雑記』を記している。
- 郡上八幡城には凌霜隊の慰霊碑、及び顕彰碑がある。
- 郡上八幡城下の長敬寺には凌霜隊の説明板がある。
- 会津若松市の飯盛山には岐阜県知事上松陽助揮毫による「郡上藩凌霜隊之碑」及び、昭和59年(1984年)9月、郡上藩凌霜隊碑を建てる会建立による「道ハ一筋ナリ」碑がある。

## 関連作品
- 中村彰彦『恋形見』
- 白石博男『朝比奈茂吉　郡上藩の内命を受けて佐幕に命を懸けた少年隊長』1997
- 真野ひろみ『裏葉菊』

### ドラマ
- 『凌霜隊』（1962・NHK）
- 『獅子の時代』（1980・NHK）

## 関連資料
- 『歴史探訪～郡上 凌霜隊～』
- 『凌霜隊戦記「心苦雑記」と郡上の明治維新』高橋教雄、八幡町教育委員会